# Ceylon az 1952. évi nyári olimpiai játékokon
Ceylon a finnországi Helsinkiben megrendezett 1952. évi nyári olimpiai játékok egyik részt vevő nemzete volt. Az országot az olimpián 4 sportágban 5 sportoló képviselte, akik érmet nem szereztek.

## Atlétika
Férfi
| Versenyző                    | Versenyszám | Selejtező | Selejtező | Döntő    | Döntő    |
| Versenyző                    | Versenyszám | Eredmény  | Helyezés  | Eredmény | Helyezés |
| ---------------------------- | ----------- | --------- | --------- | -------- | -------- |
| Nágalingam Ethirvíraszingham | Magasugrás  | 184 cm    | 29.       | kiesett  | kiesett  |

## Műugrás
Férfi
| Versenyző   | Versenyszám    | Selejtező | Selejtező | Döntő   | Döntő    |
| Versenyző   | Versenyszám    | Pont      | Helyezés  | Pont    | Helyezés |
| ----------- | -------------- | --------- | --------- | ------- | -------- |
| Allan Smith | Egyéni műugrás | 55,00     | 31.       | kiesett | kiesett  |

## Ökölvívás
| Versenyző       | Versenyszám | Selejtező                | Nyolcaddöntő          | Negyeddöntő       | Elődöntő          | Döntő             | Helyezés |
| Versenyző       | Versenyszám | Ellenfél Eredmény        | Ellenfél Eredmény     | Ellenfél Eredmény | Ellenfél Eredmény | Ellenfél Eredmény | Helyezés |
| --------------- | ----------- | ------------------------ | --------------------- | ----------------- | ----------------- | ----------------- | -------- |
| Leslie Handunge | Légsúly     | Jesús Tello (MEX) · 2-1  | Dai Dower (GBR) · 0-3 | kiesett           | kiesett           | kiesett           | 9.       |
| Basil Henricus  | Könnyűsúly  | Bobby Bickle (USA) · TKO | kiesett               | kiesett           | kiesett           | kiesett           | 17.      |

## Úszás
Férfi
| Versenyző      | Versenyszám  | Előfutam | Előfutam | Előfutam | Elődöntő | Elődöntő | Elődöntő | Döntő   | Döntő    |
| Versenyző      | Versenyszám  | Idő      | Hely.    | Össz.    | Idő      | Hely.    | Össz.    | Idő     | Helyezés |
| -------------- | ------------ | -------- | -------- | -------- | -------- | -------- | -------- | ------- | -------- |
| Geoffrey Marks | 100 m gyors  | 1:04,1   | 7.       | 54.*     | kiesett  | kiesett  | kiesett  | kiesett | kiesett  |
| Geoffrey Marks | 400 m gyors  | 5:15,2   | 6.       | 43.      | kiesett  | kiesett  | kiesett  | kiesett | kiesett  |
| Geoffrey Marks | 1500 m gyors | 20:59,4  | 5.       | 30.      |          |          |          | kiesett | kiesett  |